# Historique du parcours européen du Hellas Vérone
Cet article présente l'historique du parcours européenne du Hellas Vérone.
Le Hellas Vérone est un club italien de football fondé en 1903. Au cours de son histoire, certaines de ses performances dans les compétitions nationales lui permettent de se qualifier la saison suivante pour une compétition européenne. Au terme de la saison 2012-2013, le club a connu trois campagnes continentales qu'il a toutes disputé durant les années 1980, âge d'or du Hellas Vérone ponctué par son unique titre de champion d'Italie en 1984-1985.

## Historique
Le Hellas Vérone est champion de Serie B, la deuxième division du football italien, en 1981-1982 et il intègre ainsi la Serie A la saison suivante. Il termine 4e de l'édition 1982-1983 et il se qualifie pour la Coupe UEFA 1983-1984 au cours de laquelle le club passe le premier tour puis il perd contre le club autrichien du Sturm Graz en seizième de finale.
La saison 1984-1985 voit le club véronais remporter le championnat d'Italie ce qui lui permet de disputer la Coupe des clubs champions 1985-1986. Le Hellas Vérone passe le premier tour comme deux années auparavant puis il joue un duel 100% italien contre la Juventus de Turin en huitième de finale. Le match aller se déroule à Vérone dans le stade Marcantonio-Bentegodi et le score se termine à 0-0. Les joueurs turinois se qualifient lors du match retour en gagnant par 2-0.
En 1986-1987, le club se classe à nouveau 4e du championnat et il dispute ainsi la Coupe UEFA 1987-1988. Le Hellas Vérone élimine tour à tour le Pogoń Szczecin, le FC Utrecht et le Sportul Studențesc puis il quitte la compétition en quart de finale après une opposition contre le club allemand du Werder Brême.

## Résultats européens
| Saison    | Compétition               | Tour        | Nationalité                              | Match                                    | Score |
| --------- | ------------------------- | ----------- | ---------------------------------------- | ---------------------------------------- | ----- |
| 1983-1984 | Coupe UEFA                | 1/32 aller  |                                          | Hellas Vérone - Étoile rouge de Belgrade | 1-0   |
| 1983-1984 | Coupe UEFA                | 1/32 retour | Étoile rouge de Belgrade - Hellas Vérone | 2-3                                      |       |
| 1983-1984 | Coupe UEFA                | 1/16 aller  |                                          | Hellas Vérone - Sturm Graz               | 2-2   |
| 1983-1984 | Coupe UEFA                | 1/16 retour | Sturm Graz - Hellas Vérone               | 0-0                                      |       |
| 1985-1986 | Coupe des clubs champions | 1/16 aller  |                                          | Hellas Vérone - PAOK Salonique           | 3-1   |
| 1985-1986 | Coupe des clubs champions | 1/16 retour | PAOK Salonique - Hellas Vérone           | 1-2                                      |       |
| 1985-1986 | Coupe des clubs champions | 1/8 aller   |                                          | Hellas Vérone - Juventus de Turin        | 0-0   |
| 1985-1986 | Coupe des clubs champions | 1/8 retour  | Juventus de Turin - Hellas Vérone        | 2-0                                      |       |
| 1987-1988 | Coupe UEFA                | 1/32 aller  |                                          | Pogoń Szczecin - Hellas Vérone           | 1-1   |
| 1987-1988 | Coupe UEFA                | 1/32 retour | Hellas Vérone - Pogoń Szczecin           | 3-1                                      |       |
| 1987-1988 | Coupe UEFA                | 1/16 aller  |                                          | FC Utrecht - Hellas Vérone               | 1-1   |
| 1987-1988 | Coupe UEFA                | 1/16 retour | Hellas Vérone - FC Utrecht               | 2-1                                      |       |
| 1987-1988 | Coupe UEFA                | 1/8 aller   |                                          | Hellas Vérone - Sportul Studențesc       | 3-1   |
| 1987-1988 | Coupe UEFA                | 1/8 retour  | Sportul Studențesc - Hellas Vérone       | 0-1                                      |       |
| 1987-1988 | Coupe UEFA                | 1/4 aller   |                                          | Hellas Vérone - Werder Brême             | 0-1   |
| 1987-1988 | Coupe UEFA                | 1/4 retour  | Werder Brême - Hellas Vérone             | 1-1                                      |       |